# Кобиља Глава (Зубин Поток)
Кобиља Глава је насеље у општини Зубин Поток на Косову и Метохији. Атар насеља се налази на територији катастарске општине Вељи Брег. Историјски и географски припада Ибарском Колашину. Насеље је на површи између између два потока на јужним обронцима планине Рогозне, и подељено је у три засеока, која су мало удаљена. Суседна села су Врба и Падине са северне стране од којих их одваја Краговски запис (1.129 м) и Вељи Брег са јужне стране од ког га одваја брдо Развала (1.031 м). Због латинског гробља (које је у ствари српско) претпоставља се да је насеље старо. После ослобађања од турске власти место је у саставу Звечанског округа, у срезу митровичком, у општини рујишкој и 1912. године има 106 становника.

## Демографија
Насеље има српску етничку већину.
Број становника на пописима:
- попис становништва 1948. године: 88
- попис становништва 1953. године: 80
- попис становништва 1961. године: 80
- попис становништва 1971. године: 72
- попис становништва 1981. године: 38
- попис становништва 1991. године: 27